# Receptor vazoaktivnog intestinalnog peptida
Poznata su dva receptora za vazoaktivni intestinalni peptid (VIP): VPAC1 i 2. Za ove receptore se vezuje VIP i u izvesnoj meri hipofizni adenilat ciklazno aktivirajući peptid (PACAP). Oba receptora su članovi 7 transmembranske familije G protein spregnutih receptora.
1 je široko zastupljen u centralnom nervnom sistemu, jetri, plućima, crevima i T-limfocitima.
2 je prisutan u centralnom nervnom sistemu, pankreasu, skeletalnim mišićima, srcu, bubrezima, masnom tkivu, testisima, i želucu.

## Spoljašnje veze
- „VIP and PACAP Receptors”. IUPHAR Database of Receptors and Ion Channels. International Union of Basic and Clinical Pharmacology. Архивирано из оригинала 03. 03. 2016. г.
- Receptors,+Vasoactive+Intestinal+Peptide на 